# جان تراسکات
جان تراسکات (انگلیسی: John Truscott؛ ۲۳ فوریهٔ ۱۹۳۶ – ۵ سپتامبر ۱۹۹۳) طراح صحنه و لباس اهل استرالیا بود.
وی در سال ۱۹۶۷ میلادی بابت فیلم کملوت،  برندهٔ جایزه اسکار بهترین طراحی لباس و جایزه اسکار بهترین طراحی صحنه شد.